# Pancerniki typu Florida
Pancerniki typu Florida – pierwsze pancerniki United States Navy, które miały napęd oparty tylko na turbinach parowych. Generalnie były podobne do poprzedniego typu (Delaware), ale były trochę większe i miały nowy rodzaj napędu.

## Projekt

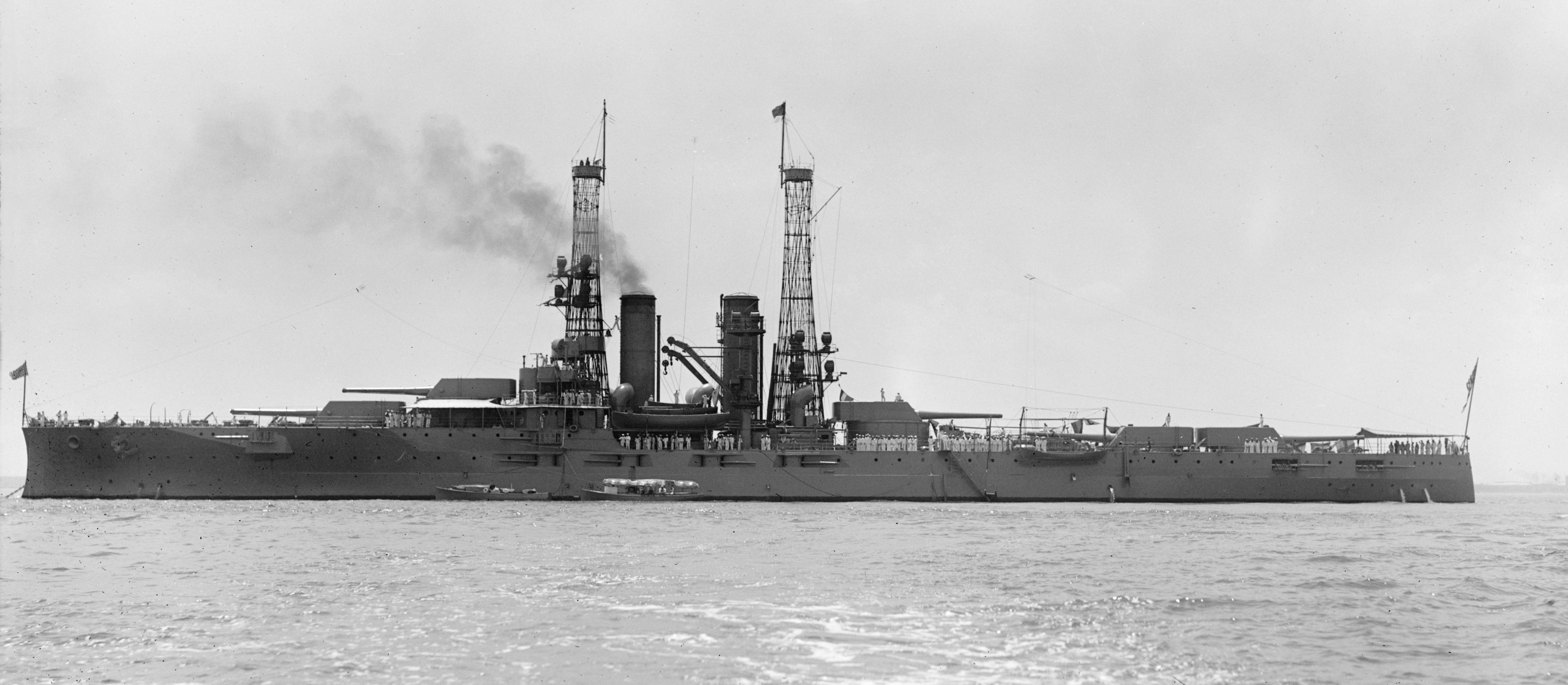
Pancernik typu Florida w 1912 roku

Okręty tego typu miały o około 2000 ton większą wyporność w stosunku do swoich poprzedników, ale miały to samo uzbrojenie główne składające się z 10 dział kalibru 305 mm umieszczonych w pięciu dwudziałowych wieżach. Uzbrojenie pomocnicze składało się z dział 127 mm, ale były to działa o długości luf 51 kalibrów (poprzedni typ miał lufy o długości 50 kalibrów). Zwiększona długość pozwalała na osiągnięcie przez pocisk większej prędkości wylotowej. Maszynownia została powiększona, aby można było w niej zmieścić turbiny parowe systemu Parsonsa. Szerokość okrętu zwiększono o 3 stopy co w rezultacie zwiększyło wyporność pancerników o 2000 ton. Jedyną zmianą opancerzenia, w porównaniu z budowanymi uprzednio pancernikami typu Delaware, było pogrubienie pancerzy dział kazamatowych, co – wobec braku doświadczenia przy konstrukcji tego typu kadłuba – spowodowało, że skierowane ku przodowi baterie kazamatowe stały się bezużyteczne z wyjątkiem bardzo spokojnego morza i umiarkowanej szybkości.
Dwa pancerniki typu Florida zostały zwodowane w 1910 i 1909 (odpowiednio):
- USS "Florida" (BB-30)
- USS "Utah" (BB-31)

## Przebudowa
Okręty przetrwały cięcia floty, jakie nastały po traktacie waszyngtońskim w amerykańskiej flocie, później zostały zmodernizowane. Kotły opalane węglem zmieniono na opalane ropą. Zainstalowano bąble przeciwtorpedowe, co zwiększyło szerokość do 106 stóp. Dwa kominy zostały połączone w jeden. Zmieniono także maszty okrętów. Wiele dział 127 mm przeniesiono na główny pokład z kazamat, co zwiększyło możliwości ich użycia.

## Zakończenie służby
Ustalenia traktatu londyńskiego spowodowały, że USS "Florida" i USS "Utah" zostały rozbrojone. Wieże artylerii głównej zostały usunięte i pancerniki przerobiono na okręty szkolne dla artylerii przeciwlotniczej. USS "Florida" został zezłomowany, natomiast USS "Utah" został zatopiony 7 grudnia 1941 roku w czasie ataku na Pearl Harbor.